# Romain Habran
Romain Habran (Villeneuve-la-Garenne, 14 giugno 1994) è un calciatore francese, centrocampista dell'Hapoel Akko.

## Carriera

### Club
Ha giocato nella prima divisione dei campionati belga ed israeliano, e nella seconda divisione francese.

### Nazionale
Ha giocato nella nazionale francese Under-20.